# 霍迪科夫島
霍迪科夫島是美國的島嶼，位於阿圖島東面的太平洋海域，屬於尼爾群島的一部分，由阿拉斯加州負責管轄，長0.15公里，島上無人居住。
52°52′20″N 173°17′40″E / 52.87222°N 173.29444°E